# Charles Weltner

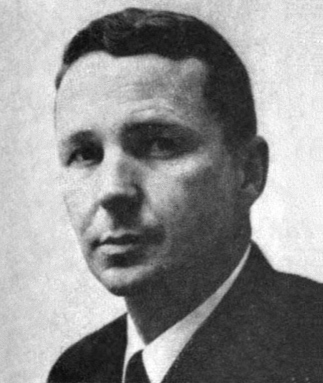
Charles Weltner (1963)

Charles Longstreet Weltner (* 17. Dezember 1927 in Atlanta, Georgia; † 31. August 1992 ebenda) war ein US-amerikanischer Politiker der Demokraten. Zwischen 1963 und 1967 vertrat er den Bundesstaat Georgia im US-Repräsentantenhaus.

## Werdegang
Charles Weltner war der Sohn von Sally Hull and Philip Weltner; sein Vater war der Kanzler (chancellor) des University System of Georgia und später Präsident der Oglethorpe University. Sein Ur-Urgroßvater Joseph Henry Lumpkin war erster Vorsitzender Richter am Obersten Gerichtshof Georgias gewesen, sein Urgroßvater Thomas Reade Rootes Cobb ein General der Konföderierten. Er besuchte die öffentlichen Schulen seiner Heimat und studierte danach bis 1948 an der Oglethorpe University in Atlanta. Nach einem anschließenden Jurastudium an der Columbia University in New York City und seiner 1950 erfolgten Zulassung als Rechtsanwalt begann er in Atlanta in diesem Beruf zu arbeiten und sprach sich dabei gegen die aus der Rassentrennung entstandene Gewalt und Repression aus. Zwischen 1955 und 1957 diente er als Oberleutnant in der US Army.
Politisch trat Weltner als Mitglied der Demokratischen Partei im Gegensatz zu vielen seiner Zeitgenossen und Parteifreunde in Georgia für Rassengleichheit und die Abschaffung der Segregation ein. Bei der Wahl des Jahres 1962 wurde er im fünften Kongresswahlbezirk Georgias in das US-Repräsentantenhaus in Washington, D.C. gewählt, wo er am 3. Januar 1963 die Nachfolge von James Curran Davis antrat. Nach einer Wiederwahl im Jahr 1964 gehörte er dem Kongress bis zum 3. Januar 1967 an. Diese Zeit war von den Ereignissen des Vietnamkrieges und der Bürgerrechtsbewegung geprägt. Schon in seinem ersten Jahr in Washington unterstützte Weltner die Durchsetzung des Urteils Brown v. Board of Education, das die Rassentrennung in Schulen beseitigen sollte. Als erster Kongressabgeordneter aus den Südstaaten verurteilte er öffentlich 1963 den Bombenanschlag auf die 16th Street Baptist Church, bei dem vier schwarze Mädchen umgebracht worden waren, und 1964 stimmte er – im Wissen um dessen Umstrittenheit im Süden – dem Civil Rights Act zu. Im Komitee für unamerikanische Umtriebe leitete er bis 1965 die Untersuchungen gegen den Ku Klux Klan. Im Jahr 1966 verzichtete Weltner auf eine erneute Kandidatur, weil seine Partei von ihm die Unterstützung von Lester Maddox verlangte. Dieser war ein radikaler Anhänger der Rassentrennung und bewarb sich damals um das Amt des Gouverneurs von Georgia. Im Jahr 1968 kandidierte Weltner doch noch einmal für den Kongress, jedoch erfolglos.
Im Jahr 1967 war Weltner stellvertretender demokratischer Parteivorsitzender in Georgia. Zwischenzeitlich arbeitete er als Anwalt. Von 1976 bis 1981 war er Richter am Obergericht des Gerichtsbezirks von Atlanta. In den Jahren 1980 und 1981 leitete er den juristischen Rat (Judicial Council) von Georgia. Seit 1981 war Weltner Richter am Supreme Court seines Staates. Im Juni 1992 wurde er als Chief Justice dessen Vorsitzender Richter. Dieses Amt konnte er aber nur noch zwei Monate lang bis zu seinem Tod am 31. August desselben Jahres ausüben.
Weltner erhielt 1991 als zweite Person den Profile in Courage Award der John F. Kennedy-Präsidentenbibliothek. Er war dreimal verheiratet und hatte sechs Kinder.